# 色部憲長
色部 憲長（いろべ のりなが）は、戦国時代の武将。越後国の国人。岩船郡平林城主。
永正の乱において守護を打倒し、越後を掌握した守護代・長尾為景であったが、その積極的な軍事行動のための負担を強いられた国人らは、次第に為景に不満を持ち始める。
享禄3年（1530年）、上条定憲は為景に対して二度目の挙兵（一度目は永正10年（1513年）、守護家と為景との抗争が勃発した際に主君・上杉定実に呼応して挙兵した。）をしたが、定憲に味方する国人は少なく、憲長を初めとした揚北の国人らも定憲に加担はしなかった。このため、この合戦は為景が勝利を治めた。
享禄4年（1531年）、憲長は中条藤資・本庄房長ら揚北衆や刈羽の諸将18人と共に、連盟して壁書（命令や掟等を壁に掲示した文書）を作成している。